# 彭文应

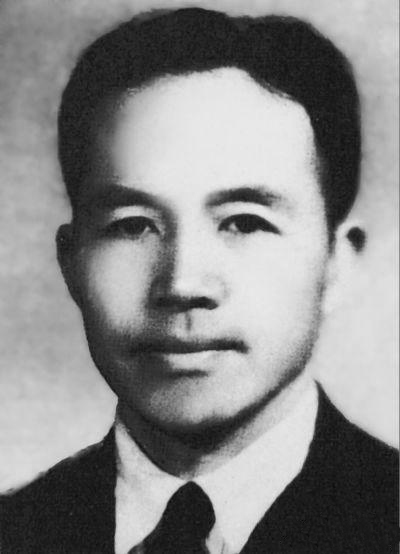
彭文应

彭文应（1904年6月27日—1962年12月15日），中国江西省安福县人。安福三杰（罗隆基、王造时、彭文应）之一。中国政治学家、政治人物，曾任中国民主同盟中央委员、中国民主同盟上海市委员会副主任委员。1957年被打成右派，是文革后未获得改正的右派之一。

## 生平

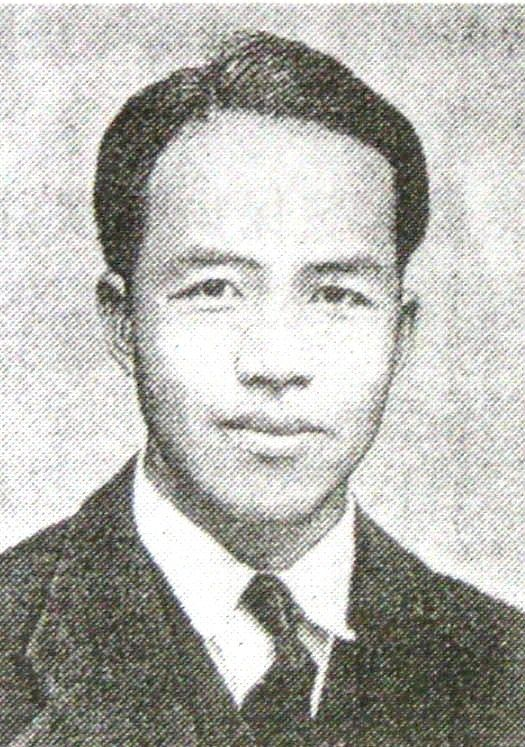
彭文应

### 直言之士
1917年，年仅13岁的彭文应考入清华学校，在江西省近2000名考生中名列第一。因他举止温雅，讲话细声，在同学中间得了“young lady（少妇）”的绰号。但他性格较强，思想激进。他擅写政论，曾任《清华周刊》总编辑、学生评议部部长。
1925年，彭文应、高士其一同赴美国威斯康辛大学留学，高士其学化学，彭文应学政治学。自该校获得学士学位后，彭文应又进入哥伦比亚大学攻读政治学硕士。1932年学成归国，出任上海法学院及光华大学教授。
刚刚回国，彭文应便在王造时主编的《主张与批评》第四期上发表了《社会主义之路比较可通》一文。 针对南京国民政府对中国工农红军及其根据地的围剿，彭文应撰写了《剿民乎？剿匪乎？》一文，刊登在1933年《自由言论》杂志一卷六期上，文章称： “先剿匪，后抗日，这是两年来政府坚决不变的政策。国可亡，地可失，日本可以放过，帝国主义可以携手，但是共产党必须铲除，政敌必须消灭。这又是两年来政府始终如一的态度。” “然而如今政府所剿的，所要亟亟消灭的，并不是南京巷中的小窃，租界掳人的绑匪，贪赃枉法的贪官，卖国失地的国贼。如今政府所剿的，所要亟亟消灭的，乃是信仰马克思、服膺列宁的青年，赞成土地公有、产业国营、打倒帝国主义的一部分人民，和无数穷苦无告、无路可走、被逼而要求生活的工农、失业同胞。”
1930年代，彭文应参加过中国共产党领导的营救“救国会七君子”的活动，并且曾任上海全国各界救国会常务理事。
彭文应赞同社会主义，同情并支持中国共产党。梅蒸棣（1948年时任国立复旦大学中共地下党总支委员）回忆称，约在1948年，经孙大雨介绍，彭文应给梅蒸棣捐了一笔钱，彭文应讲明是支持学生反蒋运动的。1947年民盟被中国国民党宣布为“非法组织”而被迫“解散”后，民盟“一边倒”向了中国共产党，并转入地下斗争。1947年12月2日，民盟上海市地下支部，彭文任主任委员，有成員500餘人。:8465
1949年5月初，中国人民解放军进逼上海市，上海警备区司令汤恩伯乃下密令：“不择任何手段，立即逮捕史良、彭文应。” 当时，彭文应正躲藏在江西老乡刘之纲开办的申江医院。1949年5月9日黎明，一群便衣特务闯入该医院，当场逮捕院长刘之纲，后来险些将其活埋。彭文应则及时跳出窗口，爬上屋顶，从而免遭逮捕。彭文应的妻子邓世瑢刚生完孩子，身体虚弱，虽未被逮捕，但因受惊吓而埋下病根。彭文应的三姨（即邓世瑢的姊妹）邓世琳及司机则被特务逮捕，其中邓世琳在狱中受到非人的凌辱。
1949年5月27日，中国人民解放军占领上海，一直躲藏的彭文应才重新上街。他在街头举起小红旗，和民众一起欢呼：“解放军万岁！”、“共产党万岁！”

### 记住这位朋友
中华人民共和国成立后，彭文应任民盟中央委员、民盟上海市副主任委员、华东军政委员会文教委员会委员，并被推选为上海市人民代表、上海市政协常委。在朝鲜战争中，1951年，彭文应参加了第一届中国人民赴朝慰问团，到朝鲜慰问中国人民志愿军指战员。从朝鲜战场回来后，彭文应逢人便说：“我看到了新中国的力量！”
1930年代末，一次彭文应访问朋友，正巧遇到周恩来到这位朋友家借钱，以解救被捕的革命同志，彭文应随即将自己的钱捐出。中国人民解放军占领上海后，在一次会议上，周恩来一眼便认出了彭文应，并将他介绍给时任上海市军管会主任的陈毅，嘱陈毅“要记住这位帮助过我们的朋友，在上海多关照他。”以后，彭文应和陈毅见过几次面。陈毅在调任国务院副总理兼外交部部长赴北京前夕，曾在上海举办告别招待会，又见到了彭文应，并邀彭文应赴北京时去他家作客。1950年代中期，陈毅在北京任国务院副总理兼外交部部长后，一次时任民盟上海市副主委的彭文应来北京开会，寓居东厂胡同民盟中央的客房，其间还曾赴陈毅专设的家宴。

### “大右派”
在反右运动中，民盟成为重点受打击对象，遭到严重打击。民盟中委与候补中委59人被打右派，占盟员总数五分之一的6000余名盟员也被打成右派。作为民盟中央委员、民盟上海市副主任委员的彭文应也在劫难逃。与他一同被打成右派的还有民盟上海市主委沈志远，副主委陈仁炳，宣传部主任徐铸成。
在反右运动初期，1957年7月9日，毛泽东在上海幹部会议上发表讲话，其中两度提到陈仁炳：“在你们上海，就是什么王造时，陆诒，陈仁炳，彭文应，还有一个吴茵，这么一些右派人物出来捣乱。右派一捣乱，中间派就搞糊涂了。右派的老祖宗就是章伯钧、罗隆基、章乃器，发源地都是在北京。北京那个地方越乱越好，乱得越透越好。这是一条经验。”“民主党派现在作风问题在其次，主要是走哪条路线的问题。是走章伯钧、罗隆基、章乃器、陈仁炳、彭文应、陆诒、孙大雨那种反革命路线，还是走什么路线？首先要把这个问题搞清楚……”
1957年7月19日《解放日报》刊发了张春桥撰写的署名“常孰”的《质问彭文应》一文，攻击彭文应，直指其是反共、反人民、反社会主义的右派分子。后来，1958年张春桥出版《今朝集》一书时，将《质问彭文应》也收入其中。 《质问彭文应》一文发表前后，《人民日报》、《光明日报》、《文汇报》、《解放日报》、《新民晚报》等报刊发表了一系列批判彭文应的文章。短短3个月内，除张春桥的《质问彭文应》一文外，仅《解放日报》便发表了近20篇同类型的文章。上述报刊发表的文章有《彭文应有严重反党言行，民盟上海市委机关盟员予以揭发》、《彭文应反党原形进一步暴露》、《反党好汉彭文应》、《彭文应借视察寻找火种》、《彭文应的“太过”与“不及”》等等。
1957年8月2日，《右派分子彭文应的反动言论摘要》印发，其中将彭文应的“严重反党言行”分别编为八类。其中有：

“社会主义社会中，官多了，官僚主义也多了。如何制止官僚主义？只有民主！”
“今天党群关系上所以有‘墙’有‘沟’，原因之一就是干部政策上存在用非所学，大材小用，小材大用（这一点在党内相当多），有职无权，有德无才，有才无德等情况，产生了许多不合理现象，因而造成工作上的损失和群众不满，影响了党群关系。要解决这一矛盾的原则是： 量才录用，因才利用和有职有权。做到贤者在位（政治领导），能者在职（业务领导），贤者要注意加强业务，能者要注意加强政治，以求德才兼备。” 
“解放以来，我们的新闻宣传工作是有巨大的成绩，但还有偏差和缺点。……新闻报道的片面性。报纸上有许多新闻是片面的报道，报喜不报忧，报好不报坏。目前又满纸缺点，成绩跑光，不见了。现在大家过的是‘矛盾世界’。前些日子是‘太平世界’。” 
“斯大林发生错误的原因之一，即报纸长期没有揭露错误。报纸应当敢于揭露错误，不要报喜不报忧，也不要只打苍蝇蚊子。” 
“学习苏联不一定好，学习美国不一定坏。” 

“我们的国家对创造发明、合理化建议的奖励只不过是毛巾、茶杯、汗衫、奖状。而资本主义国家的奖励一下子就可以成为百万富翁。要很好理解‘重赏之下必有勇夫’的道理。” 
1957年8月25日，《人民日报》发表了新华社记者的长篇报道，称在上海市人代会上，“上海人民代表舌战彭文应”，“正义的声音粉碎了邪说歪道──一层层透彻的道理，一件件确切的事实，把章罗联盟这个凶恶爪牙驳得理屈词穷。”

### 家破人亡
彭文应被点名批判之后，正在北京上大学的长子和长女思想压力沉重，年仅13岁的二女儿因精神受刺激而患失眠症，次子则忧思郁结。8岁的小女儿到小人书摊上租连环画时，也被摊主蔑称为“大右派的女儿”，从此再也不敢到那个书摊去。彭文应的妻子邓世瑢自从1949年受特务惊吓后，便患上了严重的高血压及肾病。此时丈夫彭文应整日被批斗，她身心俱疲，不得不住进医院。在张春桥的《质问彭文应》一文发表当天，邓世瑢突然病危，家人多次通过电话想让彭文应马上回来，但每次得到的回答都是：“现在正在批斗右派分子彭文应，不能找！” 邓世瑢于当天下午逝世，年仅44岁。彭文应最终未能和妻子邓世瑢见最后一面。
彭文应在遭受十多次批斗会后，仍然不承认自己是右派分子。就在妻子邓世瑢逝世的次日，彭文应在民盟上海市委座谈会上申辩称：“从五次‘围剿’时我就开始拥护共产党了。……几十年来没有做过一件反党的事情；相反，我是为党为人民做事。”他重申：“可以用我的生命、人格及儿女担保，我不是右派分子，不曾反共、反人民、反社会主义。” 数天后，在上海市人民代表大会预备会议上，他又称：“譬如反革命分子，他处处找大厦的岔子，目的是推翻大厦；我也来谈这里有缺点，那里的窗子破了，我是来为大厦补缺的，为的却是使大厦更好。”在被打成右派之后，彭文应一直拒绝“低头认罪”。有位朋友劝他说：“你不承认错误就算了，不要再去辩论去上书了。” 他回答说：“那不行，这是重要的原则问题，一定要讲清楚。绝不能把帮助救火的人，说成是趁火打劫，这是完全错误的，我一定要讲清楚。”
1958年4月，彭文应被撤销民盟上海市支部副主任委员、上海市人民代表、上海市政协常委等所有职务，保留民盟盟籍，原有工资津贴随之全部取消，他成了没有丝毫收入的无业人员。当时，他的子女尚未成年，还有长辈需要赡养。他不再住在每月租金83元的洋房，率全家赶紧迁入了重庆南路的一间仅有15平方米的房子。 彭文应连一篇检讨也不写，当时一位负责统战工作的干部多次登门劝他：“只要你承认下来，写几十个字，什么都解决了，帽子就摘掉了。”彭文应却说：“我是你们的朋友，你们把我当敌人，我不是反党反社会主义的。我没有错！”彭文应的老友王造时也曾好心劝过彭文应。王造时遗存的一份“思想汇报” 中载有：“和彭文应谈话比较久，我们谈了两个钟头。他还是老一套，首先说他不懂为什么他是反党反社会主义其次从历史上说明他是拥护党、跟着党走的……”
1961年3月18日，彭文应的次子彭志平在极度苦闷之下，在家中吞服了安眠药、碎玻璃、针，被彭文应及时发现，送往医院抢救，得以转危为安。1961年12月20日，彭志平在其就读的上海师范学院宿舍内再度服安眠药自杀身亡，年仅19岁。 彭志平的死，是彭文应在妻子去世后遭到的最大打击。彭文应在酷爱文学的儿子彭志平的遗照背面写下了几句诗：

一个天才的文学家

一朵夭折的鲜花

反右斗争的牺牲品
彭文应还亲手为次子做了一个木牌位，在牌位上用英文写下：

为了民主自由平等民族教育而战！

继续一万年！

纪念我亲爱的儿子

父亲

1962—1—20
在给姐姐的信中，彭文应写道：“把好意说成恶意，把好事情说成坏事情，把帮助党和政府说成反对，把一个朋友说成敌人，这样做是不可以的。”

### 临终时期
在被批斗期间，彭文应转而研究科学，从事发明创造活动。 他曾研究过糙米，希望大家吃糙米以增加维生素B1。为此，他还专门请上门做思想工作的王造时替他在复旦大学图书馆借阅相关参考书。1958年下半年，上海许多“右派分子”被集中至郊区劳动，其中包括彭文应。但彭文应事先声明：“我是来参加劳动锻炼的，不是作为右派来进行劳动改造的！”到农村之后，他开始研究如何改良农具。 1960年的一天，彭文应专程到上海市航道局提“合理化建议”，给该局工作人员留下一张图纸，上面画有很长的“列车船”。他解释道：“采用‘列车船’运输，可以节省燃料，提高运输效率。”该局工作人员希望他留下姓名和工作单位，但他没有留便离开了。 实际上，彭文应此时早已失去工作单位。
此外，他还设计过“保温饭盒”，以便建筑工人、农民、地质队员在野外工作时能吃上热饭。他设计过“钩搭砖”，砖上有钩，可节省灰浆，增强牢固度。他还设计过“两面裤”，穿时不分正反面，既节约布料，使用寿命也比原先长接近1倍。
在次子彭志平自杀身亡后，彭文应衰老得很快。1962年11月，彭文应心脏病加重。王造时闻讯前来，亲自将其送入广慈医院，并请该院副院长张义明关照。彭文应的好友刘海粟、孙大雨等人闻讯后纷纷来到医院看望。 30多天后，1962年12月15日，彭文应因心包炎败血症逝世，享年58岁。 
彭文应感到自己来日不多之际，曾连续熬夜，在1962年写了一份致毛主席、党中央的万言书，其中写道：“建议在全国范围内结束反右斗争，摘去全部右派分子帽子。团结起来，建设社会主义！” 
文化大革命爆发后，彭文应及其妻子、次子的墓被全部毁灭。

### 文革之后
文化大革命结束后，1980年5月8日，中共中央统战部向中共中央呈送《关于爱国人士中的右派复查问题的请示报告》，提出全国代表性较大的民主党派、上层爱国人士中，被划右派分子的27人中有22人属于错划，提请民主党派中央复查。1980年6月11日，中共中央发布通知，批转《中央统战部关于爱国人士中的右派复查问题的请示报告》。该请示报告中，认为不属于错划的右派共5人，即章伯钧、罗隆基、彭文应、储安平、陈仁炳。此即后来俗称的“五大右派”。中共中央认为应对他们“维持右派原案，只摘帽子，不应改正。”除了这五名中央认定的右派分子外，还有由各地方认定的90余名右派分子也被认为不属于错划，总计不足百人。
1957年被打成“右派分子”的潘大逵对彭文应的子女十分关心，并为彭文应落实政策之事奔走。1970年代末，彭文应的子女请潘大逵先生撰写一篇悼念文章，潘大逵遂撰写了《两度同学彭文应》一文，发表于《四川盟讯》1984年第4期，其中披露了1930年代彭文应帮助周恩来之事。潘大逵在文中称，此事系听老友陈新桂介绍。彭文应的儿子彭志一专程自上海抵北京，于1984年6月16日访问了陈新桂，了解此事的全过程。1988年春，上海市有关部门向陈新桂发来外调函，询问并核实当年彭文应出资帮助周恩来搭救被捕革命同志一事。当时陈新桂已患癌症，但仍忍住病痛写下了证明材料，数月后即病逝。
1989年12月16日，中共上海市委统战部礼堂举行了“彭文应同志诞辰85周年纪念座谈会”。中共上海市委统战部领导在发言中称：“彭文应同志离开我们已经27年了，纵观他的一生，虽也有过一些曲折，但总的来说是爱国的、进步的，是值得缅怀和纪念的。”民盟中央副主席叶笃义也专程来到上海出席此次座谈会，并和民盟上海市委主委谈家桢等人发表讲话。 